# Kádár Annamária
Kádár Annamária (Marosvásárhely, 197?–) pszichológus, tréner, egyetemi oktató, aki a családterápia, valamint relaxáció és szimbólumterápia irányzatokban képződött tovább. A hazai mesepszichológia úttörő alakja. Kutatási és érdeklődési területei közé tartozik az érzelmi intelligencia, flow-élmény, csoportokkal való munka módszertana, asszertivitás, személyiségfejlesztés, önismeret, narratívák tartalomelemzése, fogalmazási képesség fejlődése és fejlesztése, olvasóvá nevelés, a mese gyógyító ereje, pedagógusi hivatás-személyiség alakítása, valamint a játék szerepe a gyerek személyiségfejlődésben.

## Életrajz
Tanítóképzőben érettségizett, majd 1999-ben a kolozsvári Babes-Bolyai Tudományegyetem Pszichológia és Neveléstudományok Karán szerezte pszichológusi oklevelét. Az Eötvös Loránd Tudományegyetem Pedagógiai és Pszichológiai Karán, a Kognitív Fejlődés programon végezte doktori tanulmányait, amivel párhuzamosan a Budapest Műszaki Egyetemen szerezte meg munka- és szervezetpszichológusi szakképesítését. Dolgozott iskolapszichológusként, valamint egyetemi adjunktusként a Sapientia Erdélyi Magyar Tudományegyetemen. Jelenleg a Babes-Bolyai Tudományegyetem marosvásárhelyi kirendeltségén tanít, az Óvoda és elemi oktatás pedagógiája szakon, emellett a Debreceni Református és Hittudományi Egyetem oktatója is.

## Karrier
Dr. Kádár Annamária kutatási és érdeklődési területei közé tartozik a SPID, érzelmi intelligencia, flow-élmény, csoportokkal való munka módszertana, asszertivitás, személyiségfejlesztés, önismeret, narratívák tartalomelemzése, fogalmazási képesség fejlődése és fejlesztése, olvasóvá nevelés, pedagógusi hivatás-személyiség alakítása.
2008-ban dr. Merényi Attilával közösen írtak egy 110 oldalas SPID tanulmányt, míg 2009 júliusában a norvégiai Osloban megrendezett 11. európai munkapszichológiai kongresszuson debütált a SPID KKV-ban elért gazdasági eredményeivel. Az előadás és a poszter nagy sikert aratott a hallgatóság soraiban.
Munkája a hobbija is egyben, nagy szerelme a tréningszakma, itt érzi magát legotthonosabban. Csapatépítő, kommunikációs, tárgyalástechnika, vezetői és érzelmi intelligencia fejlesztését célzó tréningeket tart az M&Co Europe tréningcég keretében.
Az Erdély FM rádió Pszichotrillák című heti élő műsorának meghívott szakértője és társszerkesztője. Hiszi, hogy a fejlődés igazi mozgatórugója a komfortzóna elhagyása, hogy a legfontosabb személyes érték a hitelesség, a legmélyebb erőforrás a játékosság és a mese, valamint hogy igazi teljesítmény a csapatmunka által érhető el. Ebben próbál segíteni azoknak, akikkel munkája során kapcsolatba kerül.

## Művei
- „Valódi példaképek – Inspiráló történetek küzdelemről és kitartásról”, Kádár Annamária, Kulcslyuk Kiadó Kft., 2021. ISBN 9786155932519[8]
- „Amikor a múlt jelen van – Transzgenerációs öröklődés, sémák, traumák, kötődési zavarok”, Kádár Annamária, Káplár Mátyás, Koltai Mária, Lukács Liza, Pál Ferenc (Feri atya), Szabó-Bartha Anett, Tóth Borbála, Tóth Erzsébet Fanni, Kulcslyuk Kiadó Kft., 2023. ISBN 9786156471390[9]
- „Sors és önismeret –Belső erőforrásaink felfedezése”, Kádár Annamária, Pál Ferenc (Feri atya), Popper Péter, Ranschburg Jenő, Kulcslyuk Kiadó Kft., 2023. ISBN 9786156471154[10]
- „Mit tehetünk magunkért?” –A Nyitott Akadémia válogatott előadásai belső erőforrásainkról; Almási Kitti, Bagdy Emőke, Buda László, F. Várkonyi Zsuzsa, Kádár Annamária, Pál Ferenc (Feri atya), Popper Péter, Szondy Máté, Kulcslyuk Kiadó Kft., 2022. ISBN:

9786156471130

## Forráshivatkozások
1. 1 2 3  Dr. Kádár Annamária. nyitottakademia.hu. (Hozzáférés: 2024. április 17.)
2. ↑  Mathias Corvinus Collegium - Fiatal Tehetség Program Dr. Kádár Annamária (magyar nyelven). Dr. Kádár Annamária. (Hozzáférés: 2024. április 17.)
3. ↑  Mesepszichológust alkalmaz a debreceni egyetem (angol nyelven). civishir.hu. (Hozzáférés: 2024. április 17.)
4. ↑  Életmesékkel folytatódott a DRHE Szenior Akadémiája – DRHE (hu-HU nyelven). (Hozzáférés: 2024. április 17.)
5. ↑  Dr. Kádár Annamária szervezetpszichológus, sztár előadó, SPID tréner (hu-HU nyelven). Merényi&Társai–szakértelem a tréningpiacon. (Hozzáférés: 2024. április 17.)
6. ↑  Dr. Kádár Annamária SPID KKV-ban elért gazdasági eredményeiről szóló kutatás plakátja a 11. Európai Munkapszichológiai Kongresszusról. 2009. Oslo.. (Hozzáférés: 2024. április 17.)
7. ↑  Dr. Kádár Annamária - 2022 (magyar nyelven). Reziliencia Konferencia. (Hozzáférés: 2024. április 17.)
8. ↑  Valódi példaképek - Kádár Annamária - Nyitott Akadémia (magyar nyelven). nyitottakademia.hu. (Hozzáférés: 2024. április 17.)
9. ↑  Amikor a múlt jelen van - Kádár Annamária,Káplár Mátyás,Koltai Mária,Lukács Liza,Pál Ferenc (Feri atya),Szabó-Bartha Anett,Tóth Borbála,Tóth Erzsébet Fanni - Nyitott Akadémia (magyar nyelven). nyitottakademia.hu. (Hozzáférés: 2024. április 17.)
10. ↑  Sors és önismeret - Kádár Annamária,Pál Ferenc (Feri atya),Popper Péter,Ranschburg Jenő - Nyitott Akadémia (magyar nyelven). nyitottakademia.hu. (Hozzáférés: 2024. április 17.)
11. ↑  Mit tehetünk magunkért? - Almási Kitti,Bagdy Emőke,Buda László,F. Várkonyi Zsuzsa,Kádár Annamária,Pál Ferenc (Feri atya),Popper Péter,Szondy Máté - Nyitott Akadémia (magyar nyelven). nyitottakademia.hu. (Hozzáférés: 2024. április 17.)